# Casey Biggs

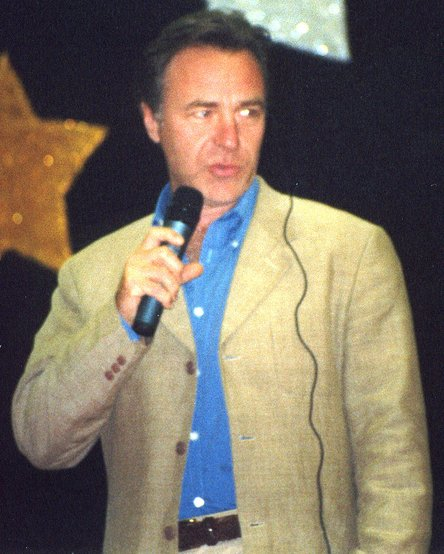
Casey Biggs

Casey Patrick Biggs (* 4. April 1955 in Toledo, Ohio) ist ein US-amerikanischer Film- und Theaterschauspieler.

## Leben
Biggs wollte zunächst American-Football-Spieler werden, doch beim Besuch der Central Catholic High School in Toledo entschloss er sich, Schauspiel zu studieren. Nachdem er in einem Gesangsverein und einem Chor erste Erfahrungen auf der Bühne sammeln konnte, besuchte Biggs die renommierte Juilliard School, die er 1977 mit einem BFA abschloss.
Nur ein Jahr später, 1978, gab Biggs sein Filmdebüt und steht seit diesem Zeitpunkt sowohl vor der Filmkamera als auch auf Theaterbühnen in Washington, D.C. und Los Angeles. Seine bekannteste Rolle war die des Cardassianers Damar in Star Trek: Deep Space Nine, ein Charakter den Biggs in 24 Episoden verkörperte. Daneben war er in einer Episode auch als Dr. Wykoff zu sehen. Damit war Biggs einer der wenigen Schauspieler, der in einer Episode zwei verschiedene Charaktere darstellen durfte.
Privat war Biggs mit der später ebenfalls bei Star Trek bekannt werdenden Schauspielerin Roxann Dawson (B’Elanna Torres bei Star Trek: Raumschiff Voyager) verheiratet, die in der Zeit der Ehe den Namen Roxann Biggs annahm, und danach kurzfristig den Namen Roxann Biggs-Dawson nutzte.
Seit 2004 ist Biggs mit der Französin Brigit Binns verheiratet.

## Filmografie (Auswahl)

### Fernsehserien
- 1963: General Hospital (General Hospital, eine Folge)
- 1989: Ein gesegnetes Team (Father Dowling Mysteries, eine Folge)
- 1989: Matlock (2 Folgen)
- 1994: Melrose Place (eine Folge)
- 1994: Mord ist ihr Hobby (Murder, She Wrote, eine Folge)
- 1996: Profiler (eine Folge)
- 1996–1999: Star Trek: Deep Space Nine (23 Folgen)
- 1999: Ein Hauch von Himmel (Touched by an Angel, eine Folge)
- 2001: Emergency Room – Die Notaufnahme (ER, eine Folge)
- 2001: Akte X – Die unheimlichen Fälle des FBI (The X Files, eine Folge)
- 2002: Crossing Jordan – Pathologin mit Profil (Crossing Jordan, eine Folge)
- 2003: CSI: Miami (eine Folge)
- 2004: Star Trek: Enterprise (eine Folge)
- 2005: Inconceivable (2 Folgen)
- 2005: CSI: Den Tätern auf der Spur (CSI: Crime Scene Investigation, eine Folge)
- 2007: Medium – Nichts bleibt verborgen (Medium, eine Folge)
- 2007: Without a Trace – Spurlos verschwunden (Without a Trace, eine Folge)
- 2011: Good Wife (The Good Wife, eine Folge)
- 2012: Shameless (zwei Folgen)

### Spielfilme
- 1978: Angel Dust – Die tödliche Droge (Death Drug)
- 1990: Familie in Nöten (Appearances)
- 1993: Die Akte (The Pelican Brief)
- 1994: Den Killer im Nacken (One Woman's Courage)
- 1995: Flirt mit einem Serienmörder (Bodily Harm)
- 1996: Operation: Broken Arrow (Broken Arrow)
- 1998: Durst – Die Epidemie (Thirst)
- 2000: Unter falschem Namen (Auggie Rose)
- 2002: Im Zeichen der Libelle (Dragonfly)
- 2011: Too Big to Fail – Die große Krise (Too Big to Fail)